# 南开苗族彝族乡
南开苗族彝族乡是中华人民共和国贵州省六盤水市水城区下辖的一个民族乡。2020年7月，南开苗族彝族乡划归六盘水市钟山区管辖。

## 行政区划
南开苗族彝族乡下辖以下村级行政区划单位：
穿洞村、倮梭村、后坝田村、沙拉村、新发村、兴寨村、横塘村、双山村、合兴村、西牛村、凉山村、大岩村、自乐村和发仲村。